# Promenade de Kanazawa
Pour les articles homonymes, voir Kanazawa (homonymie).
La promenade de Kanazawa est une allée piétonne de Nancy, située à l'est de la commune, au sein du quartier Stanislas - Meurthe.

## Situation et accès
La promenade, située le long du canal de la Marne au Rhin, est nommée d'après la ville de Kanazawa au Japon, qui est jumelée avec Nancy.
D'une direction générale nord-sud, la promenade longe côté rive gauche les berges du canal de la Marne au Rhin, à proximité du Jardin d'eau réalisé par Alexandre Chemetoff.
La voie est entièrement piétonne, en étant également accessible aux cyclistes. En 1998, pour célébrer le vingt-cinquième anniversaire du jumelage, la municipalité de Kanazawa a offert une lanterne en pierre, appelée Kotoji tôrô, à la ville de Nancy. Cette lanterne, qui orne la promenade, est une copie de celle qui se trouve au Kenroku-en, un parc de Kanazawa.

## Origine du nom
Elle porte le nom de Kanazawa, ville du Japon, dans la préfecture d'Ishikawa.